# Хуан Ернандес Рамірес
Хуан Ернандес Рамірес (ісп. Juan Hernández Ramírez, нар. 8 березня 1965, Мехіко) — мексиканський футболіст, захисник.
Насамперед відомий виступами за клуби «Некакса», «Америка» та національну збірну Мексики.

## Клубна кар'єра
У дорослому футболі дебютував 1983 року виступами за команду клубу «Некакса», в якій провів п'ять сезонів, взявши участь у 129 матчах чемпіонату.  Більшість часу, проведеного у складі «Некакси», був основним гравцем захисту команди.
Своєю грою за цю команду привернув увагу представників тренерського штабу клубу «Америка», до складу якого приєднався 1988 року. Відіграв за команду з Мехіко наступні вісім сезонів своєї ігрової кар'єри. Граючи у складі «Америки» також здебільшого виходив на поле в основному складі команди.
Протягом 1996—1998 років захищав кольори команди клубу «Атланте».
1997 року повернувся до клубу «Америка». Цього разу провів у складі його команди два сезони.
Протягом 1998—2000 років захищав кольори команди клубу «Монтеррей».
Завершив професійну ігрову кар'єру у клубі «Атланте», у складі якого вже виступав раніше. Прийшов до команди 1999 року, захищав її кольори до припинення виступів на професійному рівні у 2000.

## Виступи за збірну
1987 року дебютував в офіційних матчах у складі національної збірної Мексики. Протягом кар'єри у національній команді, яка тривала 7 років, провів у формі головної команди країни 36 матчів, забивши 2 голи.
У складі збірної здобув «срібло» на кубку Америки 1993 року в Еквадорі. Двічі брав участь у розіграшах Золотого кубка КОНКАКАФ: 1991 року у США (бронзові нагороди) та 1993 року у США та Мексиці (титул континентального чемпіона).

## Титули і досягнення
- Переможець Кубка націй Північної Америки: 1991
- Переможець Золотого кубка КОНКАКАФ: 1993
- Бронзовий призер Золотого кубка КОНКАКАФ: 1991
- Срібний призер Кубка Америки: 1993
- Чемпіон Мексики (1): 1989
- Володар суперкубка (1): 1989